# Glyptotendipes discolor
Glyptotendipes discolor är en tvåvingeart som beskrevs av Jean-Jacques Kieffer 1926. Glyptotendipes discolor ingår i släktet Glyptotendipes och familjen fjädermyggor.
Artens utbredningsområde är Tyskland. Inga underarter finns listade i Catalogue of Life.